# Gameleira (Belo Horizonte)
Gameleira é um bairro da região região oeste de Belo Horizonte. É muito conhecido principalmente por estar nele localizado o centro de convenções Expominas.

## História
A fazenda Gameleira foi comprada pelo estado em 1908, na então zona rural de Belo Horizonte. Inicialmente a fazenda abrigou as celas destinadas ao lixo recolhido na capital, como também o plantio de hortaliças, frutas e legumes para abastecimento da capital, a formação de profissionais e o desenvolvimento de novas técnicas. As cinzas produzidas com a queima do lixo e animais mortos (cães, gatos e outros) eram doadas aos agricultores para utilização como adubo.
Técnicas estas divulgadas aos fazendeiros de toda Minas Gerais, através do programa A Hora do Fazendeiro, da Rádio Inconfidência.
A rádio foi idealizada no Governo de Benedito Valadares pelo então secretário da Agricultura  Israel Pinheiro. Inaugurada em setembro de 1936, com seus estúdios no prédio da Feira de Amostras no centro de Belo Horizonte, seus transmissores foram instalados na parte mais alta da Fazenda Gameleira na região dos Galinheiros.
Gameleira é uma designação comum de algumas árvores da família das moráceas. Sua madeira é muito utilizada na confecção de gamelas e objetos domésticos. A atual geração não a conheceu, mas foi ela quem inspirou a criação do nome do bairro Gameleira, localizado na região oeste da capital. Vítima do progresso, hoje quase não mais se encontram aquelas belas árvores que deram origem ao bairro.
Muitas são as lembranças dos antigos moradores do Gameleira. Entre eles há algumas curiosas, como a pescaria no ribeirão Arrudas, hoje canalizado e não mais cristalino.

## Desenvolvimento e infraestrutura

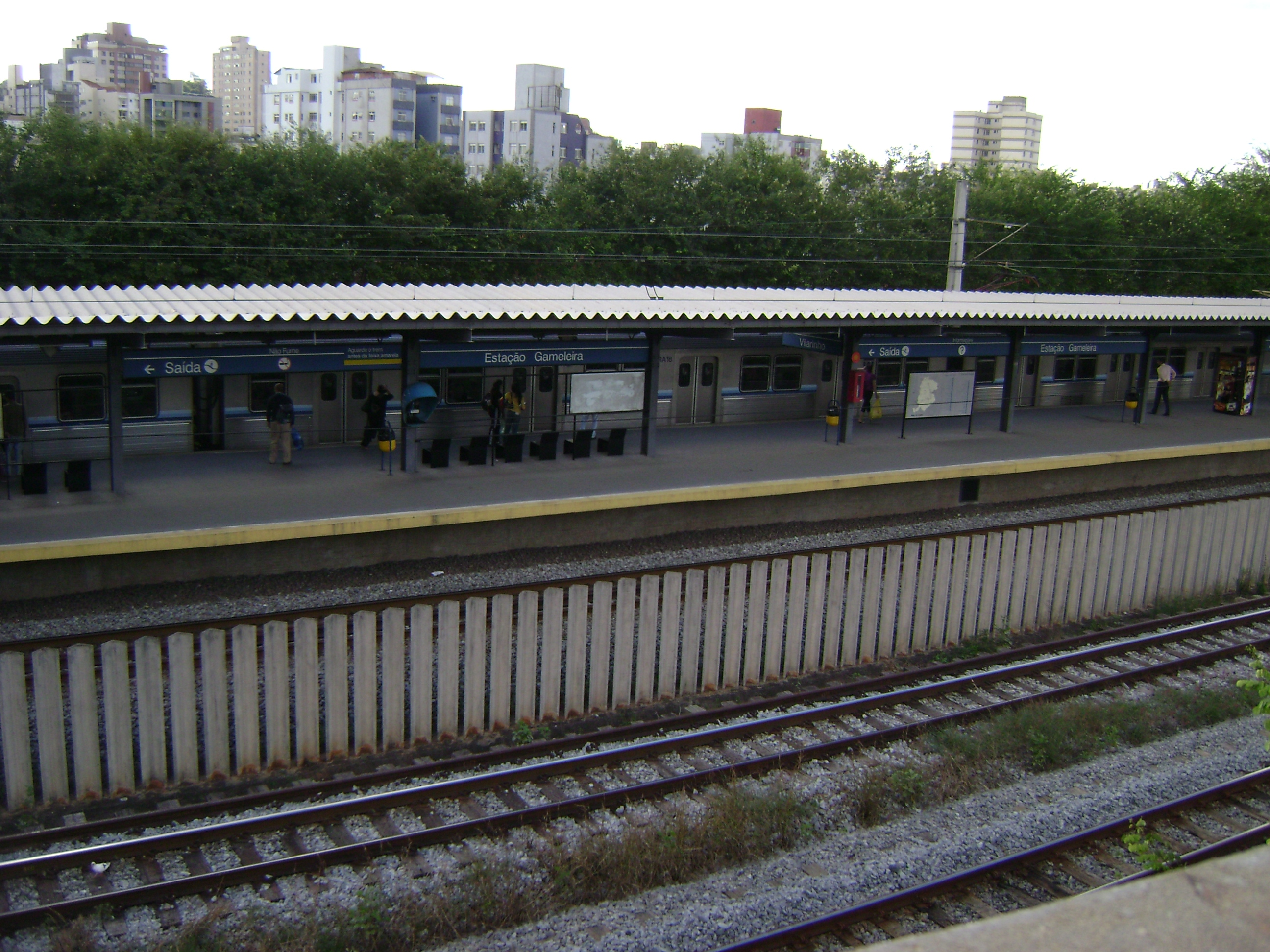
Embarque da estação de metrô Gameleira, no bairro de mesmo nome, em Belo Horizonte.

O bairro apresenta hoje uma grande concentração de prédios e instituições públicas. Abriga o conhecido Parque de Exposições da Gameleira, famoso por oferecer à população rodeios, provas hípicas e variadas apresentações de lazer para adultos, jovens e crianças, além de amostras da nossa produção agrícola, pecuária, industrial e comercial.
Além do parque, estão localizados no bairro, a Fundação Ezequiel Dias, o Instituto Médico Legal – IML, o 5º Batalhão da Polícia Militar de Minas Gerais, a Delegacia Regional do Ministério da Educação, o Departamento de Estradas e Rodagens – DER, o Hospital Galba Veloso, o Hospital Sarah Kubitschek e o maior Centro de Convenções da América Latina: o Expominas
A região possui ainda um grande número de escolas públicas e particulares. Entre elas, os Campus II e VI do Centro Federal de Educação Tecnológica de Minas Gerais – CEFET-MG , o Colégio Salesiano , Escola Alternativa e o Colégio Tiradentes da Polícia Militar, e a E.E Ordem e Progresso da Policia Civil.

## Transporte
É servido pela estação Gameleira do metrô de Belo Horizonte, e por várias linhas de ônibus.
A Avenida Tereza Cristina e a Avenida Amazonas são as ligações do bairro com o centro da cidade.

## Bairros vizinhos
- Nova Suíça, Coração Eucarístico, Padre Eustáquio, Madre Gertrudes, Cabana do Pai Tomás e Nova Gameleira.

## Tragédia da Gameleira
Em 4 de fevereiro de 1971, morreram 69 operários e 50 ficaram feridos no desabamento do Pavilhão de Exposições da Gameleira, tido como o maior acidente da construção civil brasileira. Israel Pinheiro era o governador de Minas Gerais à época da tragédia. Centenas de operários trabalhavam em ritmo acelerado para concluir a obra, projetada pelo arquiteto Oscar Niemeyer, com cálculos do engenheiro Joaquim Cardozo – dupla responsável pelo conjunto arquitetônico da Pampulha e pelo Conjunto JK, em Belo Horizonte, bem por diversos projetos de Brasília – e executada pela Sergen – Serviços Gerais de Engenharia S.A.  
Pinheiro tinha pressa, segundo testemunho de sobreviventes e jornalistas, pois pretendia entregar a obra antes do término de seu mandato, em 15 de março daquele ano. Ignorando a opinião de operários, que alertaram os engenheiros sobre fissuras e estalos nos alicerces, foi dada ordem para a retirada das vigas de sustentação. A estrutura desabou. Além das vítimas contabilizadas, há ainda a suspeita de que muitos outros operários ficaram soterrados e seus corpos nunca foram encontrados. 
O regime militar, então no auge, tentou minimizar o desabamento. O governo estadual e a Sergen se eximiram da responsabilidade pela tragédia, que causou grande comoção popular. Israel Pinheiro havia estado no local da obra no dia anterior. Apesar de ter criado um órgão especialmente para fiscalizar a construção, o Estado não cumpriu o seu papel. O pedido de indenização para vítimas e familiares só foi ajuizado em 1984, e até hoje corre na Justiça.

## Ligações Externas
- Dados gerais sobre a cidade de Belo Horizonte